# Plombières-les-Bains
Plombières-les-Bains er en fransk kommune i departementet Vosges i regionen Grand Est i den nordøstlige del af landet. Byen er især kendt for sine termiske bade.